# 치카노

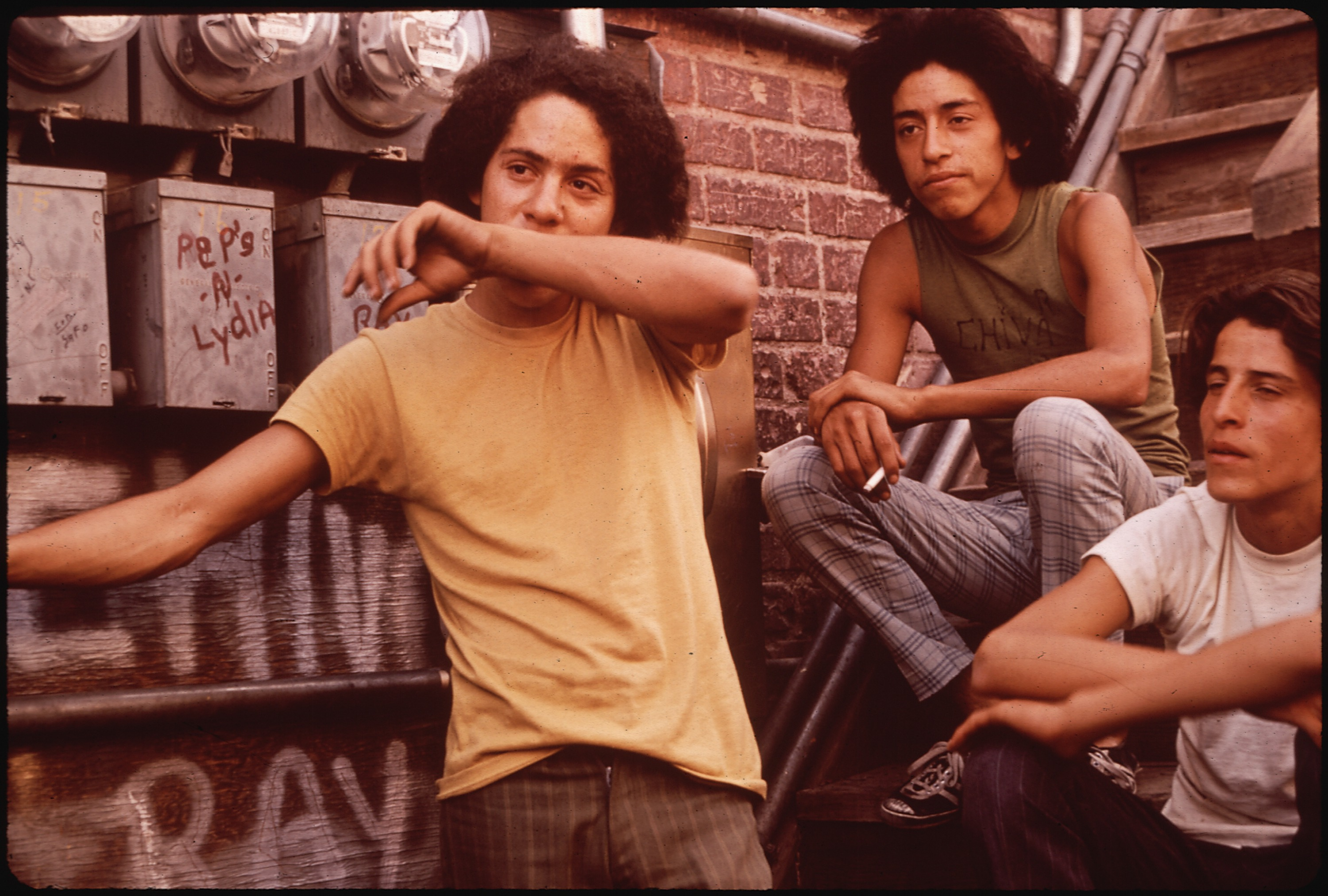

치카노(Chicano) 또는 치카나(Chicana)는 미국에 거주하는 멕시코계 사람들 중 특정 정치 의식을 가지고 정체성을 공유하는 이들을 일컫는 표현이다. 특히 도심지에 주로 거주하며 강력한 민족 의식을 기른 1세대 또는 2세대 멕시칸-아메리칸 이민자 공동체를 말한다. 이말의 사용은 일반적으로 민족적 자긍심을 나타내나 자신의 혈통을 자랑스러이 여기는 모든 멕시칸-아메리칸에 의해 공유되는 표현은 아니다. 이러한 정체성을 공유하는 여성은 에스파냐어의 단어 표준을 따라 치카나라고 부르며 또한 복수로는 치카노스라 부른다.

## 어원
"치카노"라는 단어를 "메히카노"의 축약형으로 생각하는 이들도 있으나 사실 이 표현의 기원에 대한 것은 명확하지 않다. 20세기 초 미 남부에서 처음 사용된 것으로 보이며1 백인 지주들이 자신의 멕시칸 노동자들을 일컬을 때 비하적으로 사용하였다. 이 표현은 다시 멕시코로 퍼져 낮은 사회 지위의 사람을 일컫는 데 사용되었다. 이후 1960년대와 1970년대 멕시칸-아메리칸 사람들 사이에 전파된 문학적·정치적 움직임을 통하여 치카노라는 표현은 민족적 긍지의 표현으로 자리잡았다.
Chicano 또는 Xicano라는 표현을 사용하며 스스로를 원주민 문화 및 투쟁의 전통, 특히 메치카의 일부로 파악하는 이들은 "Mexica" (나우아틀어로 "메치카")라는 단어에서 이가 파생된다고 믿는다.
에스파냐어에서 "Chica" 와 "Chico"는 각각 "소년"과 "소녀"를 뜻하기 때문에 "Chicano"에 대한 가장 그럴듯한 어원은 낮은 신분의 사람을 어린이 다루듯이 부르는 옛 관습일 수 있다.
치카노라는 표현은 일부 주류 사회로 편입된 멕시칸-아메리칸인들에게 거부감을 일으킬 수 있으며 이들은 히스패닉, 라티노 또는 단순히 "멕시칸"이라는 표현을 선호한다. 동시에 많은 치카노들은 자신의 원주민 뿌리를 부정하는 "히스패닉"이라는 표현을 거부한다. 텍사스에 사는 치카노들은 테하노라고 부른다. 일부에서는 글을 쓸 때 Chicana/o 또는 Chican@ 라고 쓴다.

## 사회·문화 측면
멕시코에서 이 표현은 낮은 계급과 도덕을 지닌 사람을 의미하는 반면 미국에서는 다중적 의미를 지닌다. 뉴멕시코 티에라 아마리야의 저자 사비네 울리바리에 따르면 "치카노"라는 표현은 정치적인 타격력을 지닌 표현이면서도 동시에 수많은 이들이 긍정적으로 바라보는 표현이다. 치카노들에게 이 표현은 멕시코와 미국의 나라에 관하여 "거기도 아니고 여기도 아닌" 정체성을 뜻한다.
치카노 문화의 등장과 발전은 미국 내 라틴계 아메리칸 인구가 증가하는 시기와 맞물리면서 시작된다. 소수 집단으로서의 평등권을 주장하는 움직임이 활발하였던 1960년대에 이미 라틴계 아메리칸의 인구는 백인, 흑인에 이어서 세 번째로 가장 많은 비율을 차지하기 시작했으며, 특히 매년 미국으로 유입되어 들어오는 이민자들의 수는 라틴계 아메리칸이 절대적인 비율을 차지하고 있었다.
1960년대,라틴계 아메리칸 중 지식인, 젊은 남성들을 중심으로 자신들도 미국 시민으로서 존중받고 자존감을 표출해야 한다는 의식이 팽배해져 갔고 치카노 문화는 이러한 당시 라틴계 아메리칸들을 표현하는 수단으로서 만들어져 갔다. 문학, 미술, 음악 등 여러 분야에 걸쳐 치카노 문화만의 영역이 구축되었는데, 특히 문학계에서 그 움직임이 가장 먼저 두드러졌다.
치카노 운동은 작가들의 글쓰기 속에서 정치사회적 운동과 연결되었다. 그들은 일반 미국 사회의 틀 속에서 멕시코계 미국인의 전통을 지닌 문화적 정체성에 대해 글을 썼다. 치카노 문학과 치카노 작가들의 첫세대는 60년대의 정치환경과 교육 투쟁을 벌여나갔다. 그들의 작품들은 선동적이고, 정치모임이나 행사에 적합한 읽을 거리였다. 1967년 영향력있는 치카노 문학잡지 엘 갈로 El Gallo가 등장했고, 출판사 엘 퀸토솔(5번째 해)가 만들어져 활발한 활동을 펼쳤다. {[출처] 치카노 운동과 치카노 문학|작성자 꼬마}
문학
치카노 문학은 미국내 멕시칸 아메리칸, 치카노로서 확인을 강조하는 정체성, 차별, 문화의 주제에 집중하는 경향이 있다. 로돌포 "코르기" 곤잘레스(Rodolfo "Corky" Gonzales)의 "요 소이 호아킨(Yo Soy Joaquin)"은 치카노 시의 대표로서 꼽힌다. 반면 호세 안토니오 비야레알(José Antonio Villarreal)의 "뽀초(pocho)"는 최초의 메이저 치카노 소설로서 넓게 인식되어 있다. 정규 출판사에서 출간 된 멕시칸 아메리칸과 관련 된 최초의 소설은 리차르드 바스께즈(Richard Vasquez)의 "치카노(chicano)"인데, 이 소설은 1970년대에 대학과 고등학교에서 널리 읽혔고 지금까지 고전 문학으로 인정을 받고 있다. 바르께즈의 집필은 업튼 싱클레어(Upton Sinclair)와 존 스타인벡(John Steinbeck)에 비견되어 오고 있다. 이 외에도 치카노 문학의 중요한 작가들로는 루톨포 아나야(Rudolfo Anaya), 산드라 시스네로스(sandra cisneros), 게리 소토(gary soto), 라울 살리나스(Raul Salinas), 오스카 제타 아코스타(Oscar Zeta Acosta)가 포함된다.
시각 예술
시각 예술은 치카노 문학과 비슷한 주제로 작업한다. 치카노 예술이 선호하는 미디어는 벽화와 그래픽 아트인데, 샌디에고에 있는 치카노 공원에는 치카노에 의한 정치 운동의 결과물로 만들어진 세계에서 가장 큰 벽화 컬렉션이 있다.
치카노 행위 예술은 LA의 코미디 극단 문화와 천성적인 멕시칸 행위 예술가인 길레르모 고메즈 페냐(Guillermo Gomez-Pena)가 보여주듯이 희비극적인 효과를 위하여 유머와 비애를 혼합한다.
가장 강력하고 영향력 있는 치카노 문화의 측면들 중 하나는 미 대륙에 강하게 뿌리내린 치카노 문화의 고유의 흐름이다. 또한 이것은 파나마 원주민 운동내의 치카노 문화 운동을 통합한다. 미국에서 Danza Azteca라고 알려진 이것이 1974년에 도착한 이례로 이것은 치카노 벽화와 그래픽 디자인, 문신 예술과 시, 음악과 문화에 큰 충격을 가져다 주었다. 로우 라이더 자동차 또한 치카노 커뮤니티에서 기능적인 예술로서 나타난다.
음악
랄로 게레로(Lalo Guerrero)로는 치카노 음악의 창시자로 간주된다. 1930년대에 음악을 시작하면서, 그는 당시 대중적이었던 빅 밴드(Big Band)와 스윙(Swing) 장르로 곡을 작곡하였다. 후에 그는 자신의 레퍼토리를 전통적인 멕시칸 음악으로 확장하였고 농장 노동자 인권 운동이 일어나는 동안 세잘 챠베즈(César Chávez)와 농장 노동자 연합을 지지하는 곡을 쓰기도 하였다.
- 치카노 록

1950년대, 60년대, 70년대에는 조니 로드리게즈(Johnny Rodriguez), 리치 밸런스(Ritchie Valens), 카를로스 산타나(Carlos Santana), 린다 론스태드(Linda Ronstadt), 조앤 바에즈(Joan Baez)와 같은 혁신적인 뮤지션들을 통하여 치카노 팝 뮤직의 흐름이 표면화되었으며 그들은 저항적인 포크 송 안에 치카노로서 주제의식을 포함하여 멕시칸 아메리칸들에게 전하였다. 치카노 록은 치카노 그룹들에 의해서 연주되는 록 뮤직 혹은 치카노 문화로부터 비롯된 주제의식을 함양한 음악이다.
치카노 록의 저변에 흐르는 두가지 성향이 있다. 하나는 리치 밸런스(Ritchie Valens), 서니 앤 더 선글로즈(Sunny and the Sunglows), 퀘스천마크 앤 더 미스터리언즈( ? and the Mysterians)같은 아티스트들이 포함되는 오리지널 리듬 앤 블루스(rhythm and blues)에 뿌리를 둔 록앤롤 음악이다. 두 번째 성향은 전통적인 라틴 아메리칸 사운드로부터 영향을 받은 아티스트들이다. 트리니 로페즈(Trini Lopez), 산타나(Santana),말로(Malo),아즈테카(Azteca),토로(Toro),오조매틀리(Ozomatli)같은 치카노 록 그룹들이 이러한 접근법을 따른다.
치카노 록 음악은 쿠바, 푸에르토리카, 남아메리카의 아티스트들에 의해서 혼합된다. 록 밴드인 더 마스 볼타(The Mars Volta)는 전통적인 멕시칸 포크 음악과 세드릭 빅슬러 자발라(Cedric Bixler-Zavala)의 스팽글리쉬 가사를 프로그래시브 록 음악의 요소들과 결합하였다.
- 재즈

비록 라틴 재즈하면 캐러비안이나 브라질의 아티스트들이 연상되지만, 몇 년에 걸친 라틴 재즈의 발전 속에서 멕시칸 아메리칸 아티스트들 또한 일정 수준 역할을 해왔다. 주트 수트를 입고다니던 1930년대 혹은 1940년대, 즉 로스 앤젤로스와 산 호세의 젊은 라틴계 아티스트들이 음악적 실험을 시작하였고 최근 들어서는 제니 리베라(Jenni Rivera)와 같은 멕시칸 아메리칸 재즈 아티스트가 인기를 얻으면서 멕시칸 스타일의 재즈 음악이 성장하였다.
- 치카노 힙합

치카노 힙합 음악은 1990년대 초반 랩 속에 스팽글리쉬를 사용하였던 키드 프로스트(Kid Frost)에 의해 시작된 매우 유니크한 스타일의 힙합 음악이다. 멜로우 맨 에이스(Mellow Man Ace)가 최초로 스팽글리쉬를 사용한 메인스트림 팝 시장의 랩퍼로 활동하는 동안, 키드 프로스트의 노래 "라 라자(La Raza)" 가 미국 힙합 시장 안에서 스팽글리쉬 사용의 포문을 열었다. 치카노 힙합 음악의 주제는 도시 지역 치카노 젊은이들의 중요성을 제시하는 경향이 있으며 빈민가 치카노 갱스터(Gangster)문화에 부합한 내용들이 주를 이루고 있다. 오늘날 치카노 힙합 아티스트로는 사이프레스 힐(Cypress Hill), 릴 랍(Lil Rob), 미스터 카폰-이(Mr. Capone-E), 싸이코 렐름(Psycho Realm) 등이 있다.
- 그 외 치카노 음악가들

셀레나(Selena), 제니퍼 로페즈(Jennifer Lopez), 크리스티나 아길레라(Christina Aguilera), 마크 앤써니(Mark Anthony), 리키 마틴(Ricky Martin) 등의 아티스트들은 미국 음악시장에서 크게 성공한 라틴계 아티스트들이며 그 외에도 라틴계 아메리칸 알앤비 아티스트로 프랭키 제이(Frankie J), 베이비 배쉬(Baby Bash) 등이 있다.
 치카노 스타일
삭발머리에 수염을 기르거나,검은뿔테 썬그라스, 딕즈,데이비스를 많이 입고 셔츠의 맨 윗단추만 잠그거나, 반바지에 흰 무릎양말을 올려신는 것 등이 치카노스타일이라 할 수 있다. 그외 문신의 종류나 그림의 종류에도 치카노 스탈이 존재한다. 로우라이더 자동차도 치카노가 만든 문화로 치카노스탈이라 할 수 있다.

## 같이 보기
- 스팽글리시
- 로우라이더

## 참고 문헌
- Tino Villanueva. 1985 Chicanos (selección), Lecturas Mexicanas, número 889, FCE/SEP, México, p. 7